# Gennadij Čurilov
Gennadij Stanislavovič Čurilov (in russo Геннадий Станиславович Чурилов?, traslitterazione anglosassone Gennady Stanislavovich Churilov; Magnitogorsk, 5 maggio 1987 – Jaroslavl', 7 settembre 2011) è stato un hockeista su ghiaccio russo, scomparso nell'incidente aereo che ha coinvolto la Lokomotiv Jaroslavl', squadra della Kontinental Hockey League.